# Zincon
Lo zincon (o zincone sodico) è un indicatore; forma composti di coordinazione colorati con rame e zinco, consentendone la misura per spettrofotometria.
A temperatura ambiente si presenta come un solido scuro violetto quasi inodore.